# Emiel Van Cauter
Emiel Van Cauter (Meuzegem, Wolvertem, Meise, 2 de diciembre de 1931-Bangkok 26 de octubre de 1975) fue un ciclista belga que fue profesional entre 1955 y 1959. 
Durante su carrera como consiguió el Campeonato del mundo amateur en ruta de 1954 y especialmente el Campeonato nacional en ruta de 1955.
Murió mientras estaba de vacaciones en Tailandia.

## Palmarés
- 1953
  - Vencedor de una etapa en la Vuelta en Bélgica amateur

- 1954
  - 1.º en la Kattekoers
  - 1.º en la Bruselas-Opwijk
  - Campeón del mundo amateur en ruta

- 1955
  - Campeón de Bélgica en ruta

### Resultados a la Vuelta a España
- 1957. 37.º de la clasificación general